# Medersa Loukach
La médersa Loukach, est une médersa construite en 1758 dans la médina de Tétouan, au Maroc

## Histoire
Construite en 1758 par le Caïd Omar Loukach sur ordre du sultan alaouite Mohammed ben Abdallah pour servir de pension pour le logement des étudiants venus des régions environnantes pour suivre des études en théologie dans la médina de Tétouan.
Fermée dans les années 80, la médersa a été réhabilitée par l'architecte AAMIAR Mohammed Anass et elle est transformée en un musée retraçant le patrimoine religieux de la médina de Tétouan et exposant différents objets et articles historiques relatifs à la vie religieuse et à l'enseignement traditionnel. Le musée a été inauguré par le roi Mohamed VI en 2011.